# Saint-Georges-le-Fléchard
Saint-Georges-le-Fléchard é uma comuna francesa na região administrativa da Pays de la Loire, no departamento de Mayenne. Estende-se por uma área de 8,44 km². Em 2010 a comuna tinha 413 habitantes (densidade: 48,9 hab./km²).